# Nassaukade (Amsterdam)
De Nassaukade is een straat in Amsterdam-West, aan de oever van de Singelgracht tussen het Nassauplein en de Overtoom. De straat maakt deel uit van een reeks van drie aan de Singelgracht gelegen bebouwde kades, die het centrum begrenzen. De Nassaukade maakt samen met de in het verlengde gelegen Stadhouderskade en de Mauritskade deel uit van de s100, de Amsterdamse binnenring.
De Nassaukade is in 1879 genoemd naar het vorstenhuis Oranje-Nassau. De kade werd voordien aangeduid met Buitensingel. Ook het Nassauplein en de Eerste en Tweede Nassaustraat in de Staatsliedenbuurt zijn hiernaar genoemd.
De belangrijkste straten die door de Nassaukade worden gekruist zijn: Eerste en Tweede Hugo de Grootstraat, De Clercqstraat, Kinkerstraat en Bosboom Toussaintstraat. De belangrijkste grachten die door de Nassaukade worden gekruist zijn: Kattensloot, Hugo de Grootgracht en Jacob van Lennepkanaal. Over de Kattensloot ligt een beweegbare brug, de Kattenslootbrug die in 1954 werd vernieuwd. Tussen deze brug en het Frederik Hendrikplantsoen reed tramlijn 14 sinds 1910.

## Gebouwen
De gebouwen dateren van rond de naamgeving. Daaronder bevinden zich in 2020 een achttal gemeentelijke monumenten, zoals Nassaukade 17, Amsterdam.

## Openbaar vervoer
In 1942 werd lijn 14 vervangen door tramlijn 10 die hier reed tot 22 juli 2018 en sindsdien tramlijn 5. Sinds 1959 reden onder meer buslijn 14 en 21 over de kade tussen de 2e Hugo de Grootstraat en de Rozengracht. Sinds begin 2016 rijden er ook verschillende buslijnen van Connexxion over een gedeelte van de kade tussen de Elandsgracht en het Leidsebosje, dit omdat tijdens en ook na de werkzaamheden aan de Leidsebrug het busverkeer geweerd worden uit de Marnixstraat, behalve nachtbussen. Ook bus 80 rijdt staduitwaarts over de kade tussen Elandsgracht en 2e Hugo de Grootstraat.